# Željko Pavlović
Željko Pavlović (Sarajevo, BiH, 2. ožujka 1971.), bivši je hrvatski nogometni reprezentativni vratar.

## Životopis

### Klupska karijera
Igračku karijeru je započeo u rodnom gradu u mlađim uzrastima Željezničara gdje je za prvu momčad branio od 1989. do 1992. godine. U ljeto 1992. godine odlazi u Zagreb i postaje vratar Dinama (tada NK Croatije) gdje brani do 1994. godine. U to vrijeme na golu Dinama suvereno je vladao Dražen Ladić pa je Željko Pavlović uglavnom bio na klupi za rezervne igrače. Ipak je kao član momčadi Dinama u sezoni 1992./93. postao prvak Hrvatske i osvojio Hrvatski nogometni kup 1993./94.
Kada je vidio da će pored odličnog Ladića teško dobiti pravu priliku, Željko Pavlović je u ljeto 1994. godine odlučio promijeniti sredinu u preselio je u drugi zagrebački prvoligaš, u NK Zagreb gdje je branio do 1996. godine. Odlične obrane bile su mu preporuka za nastavak karijere u Austriji. U ljeto 1996. godine postao je vratar FC Linza čiji je gol čuvao u sezoni 1996./97. Nakon fuzije Linza i LASK-a iz Linza 1997. godine Pavlović je nastavio čuvati vrata novog kluba LASK-a do 2001. godine. Nakon toga odlazi u R.S.C. Anderlecht čiji je vratar od 2001. do 2003. godine. Početkom sezone 2003./04. Pavlović se vraća u Austriju i postaje član Austrije iz Salzburga. Zatim je pola godine 2004. vratar austrijskog klagenfurtskog FC Kärntena. Iste godine odlazi u Wacker iz Innsbrucka gdje brani do kraja 2008. godine. 
Početkom 2009. godine vraća se u Hrvatsku i formalno pristupa Hrvatskom dragovoljcu iz Zagreba. Tu je i završio igračku karijeru iako za klub nije odigrao niti jednu natjecateljsku utakmicu i počinje trenersku karijeru.

### Reprezentativna karijera
Nakon dvije za reprezentaciju do 21 godine 1993. godine i jedne utakmice za reprezentaciju do 20 godine 1994. godine, za hrvatsku "A" reprezentaciju odigrao je 7 utakmice u razdoblju od 1996. do 2001. godine, gdje se kao i u klubu nije uspio više probiti u prvu momčad u vrijeme dominacije Dražena Ladića. Na jednoj utakmici branio je kao vratar Zagreba, a na 6 kao vratar LASK-a iz Linza. Debitirao je 26. ožujka 1996. godine u Varaždinu u prijateljskoj utakmici u kojoj je Hrvatska pobijedila Izrael 2:0. Od dresa reprezentacije oprostio se 25. travnja 2001. godine također u Varaždinu u prijateljskoj utakmici u kojoj su Hrvatska i Grčka igrale neodlučeno 2:2.

## Vanjske poveznice
- Profil, Hrvatski nogometni savez